# Parcela (Biechów)
Parcela – część wsi Biechów w Polsce, położona w województwie świętokrzyskim, w powiecie ostrowieckim, w gminie Kunów.
W latach 1975–1998 Parcela administracyjnie należała do województwa kieleckiego.